# Alte Garde
Alte Garde war in einigen Heeren die, meist inoffizielle, Bezeichnung für lang bewährte, besonders kriegserprobte Verbände, die sogar innerhalb der Gardetruppen einen Sonderstatus genossen. Der Begriff bezieht sich ursprünglich auf den ältesten Teil von Napoleons Kaisergarde, der auch offiziell als „Alte Garde“ (Vieille Garde) tituliert wurde. Als Beiname verdienter, mitunter auch materiell privilegierter Truppenteile verbreitete sich der Begriff „Vieille Garde“ (und seine Übersetzung in andere Sprachen) ab dem 19. Jahrhundert auch in anderen Heeren.
Im heutigen Sprachgebrauch steht der Begriff „Alte Garde“ allgemein für langjährige, einander verschworene treue Freunde bzw. Anhänger einer bestimmten Partei, Gruppierung, Idee oder Lebensauffassung.
Zu den militärischen Alten Garden zählten die französische Vieille Garde, die preußischen fünf Garde-Infanterie-Regimenter im Gardekorps, die vier Leibgarde-Regimenter der russischen kaiserlichen Garde und, heute noch, die drei Bataillone der US-amerikanischen Old Guard.

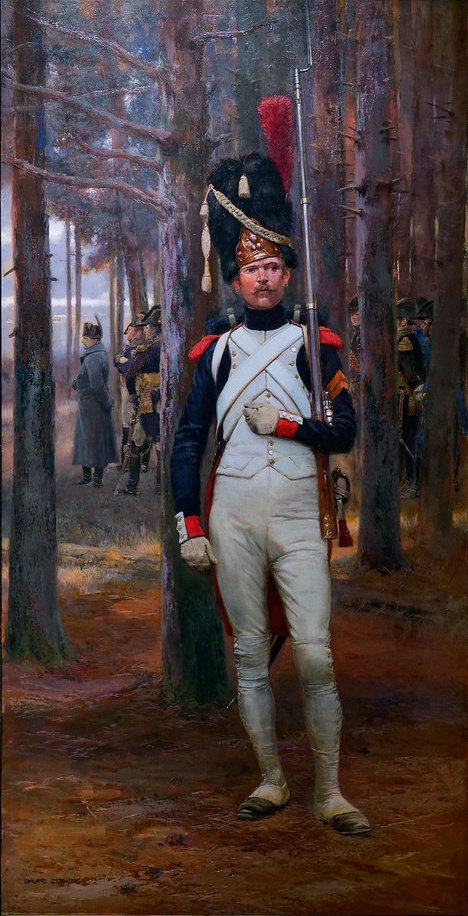
Französischer Grenadier der Vieille Garde
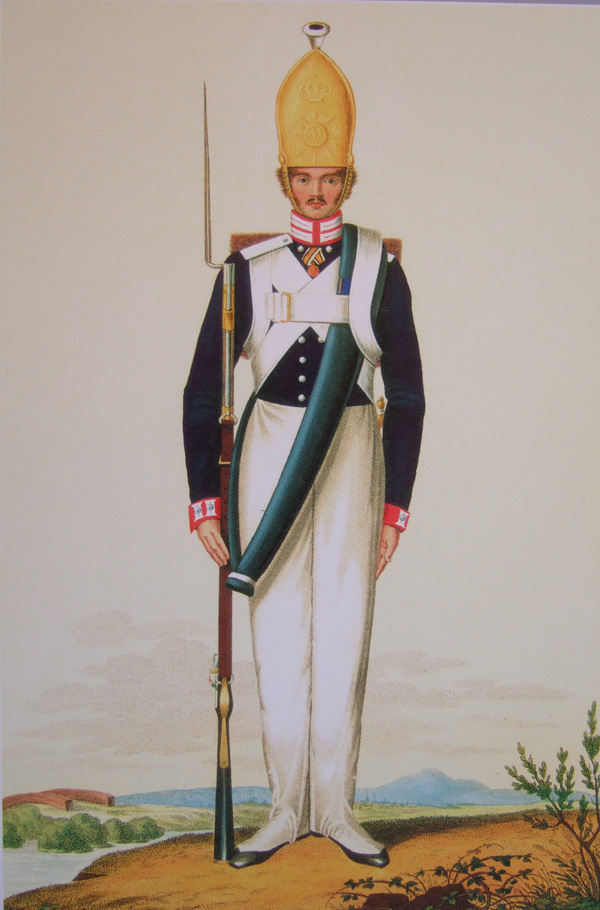
Preußischer Garde-Infanterist des Ersten Garde-Regiments zu Fuß
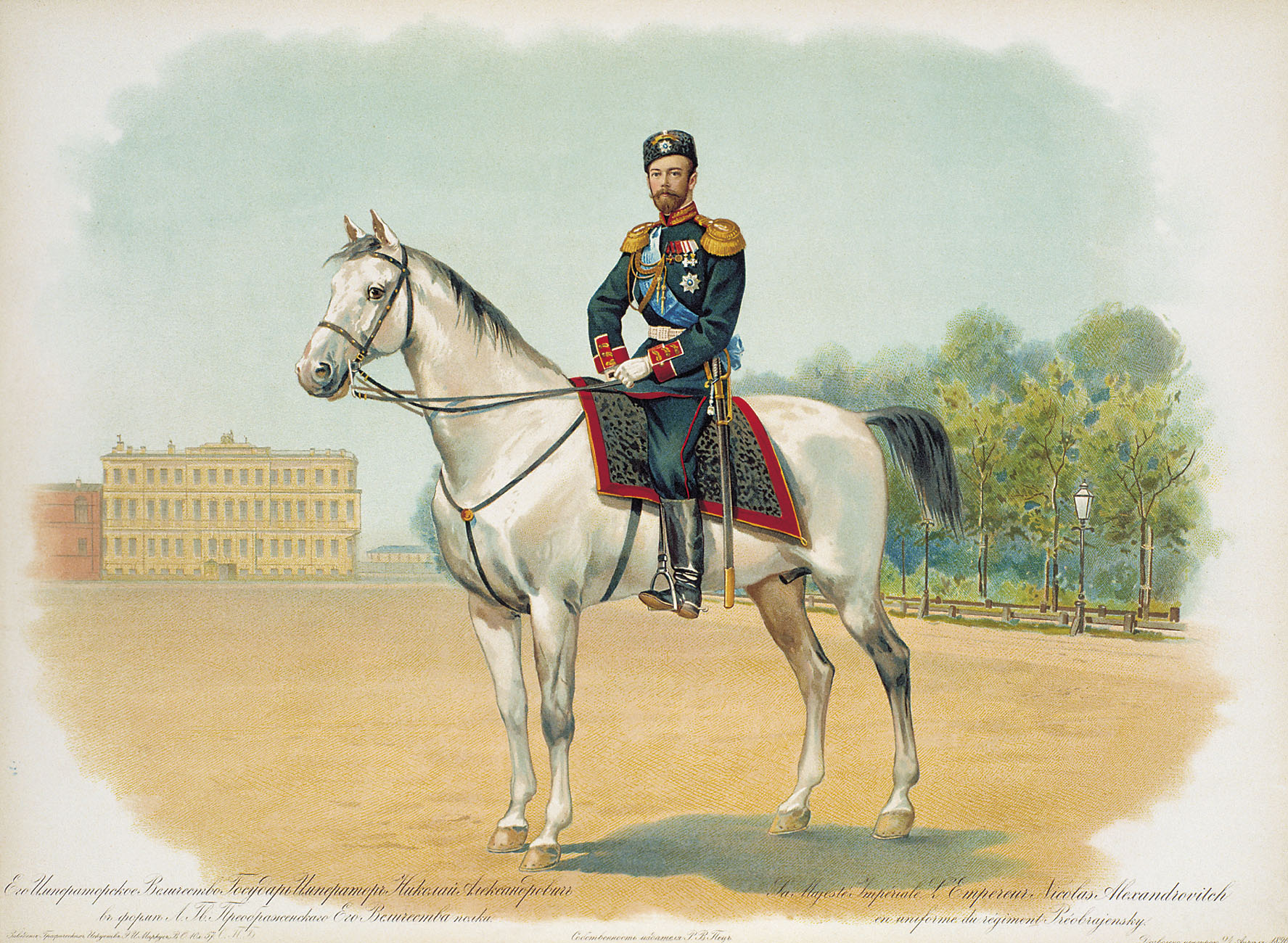
Zar Nikolaus II. in der Uniform des Preobraschensker Leib-Garderegiment
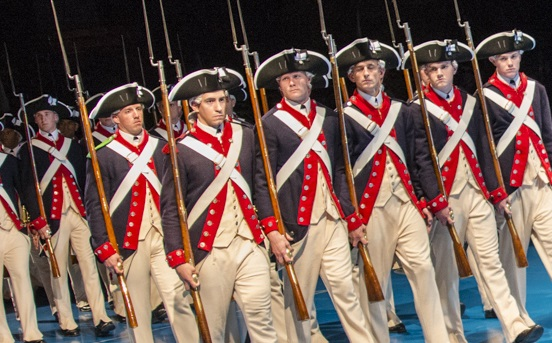
Formation der US-amerikanischen „The Old Guard“

## Kaiserreich Frankreich

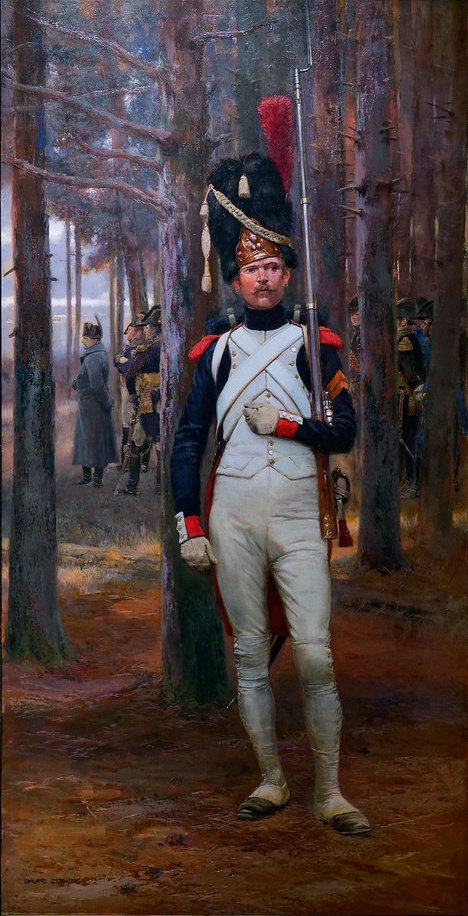
Grenadier der Kaiserlichen Garde

Der am höchsten angesehene Teil der Kaiserlichen Garde Napoleons, die aus der Konsulargarde gebildet worden war, wurde Vieille Garde (Alte Garde) genannt. Sie bestand aus altgedienten Veteranen, die für sich in Anspruch nahmen, die verdienstvollsten Soldaten in der französischen Militärgeschichte zu sein. Das 1. Regiment wurde 1799 aufgestellt, ein weiteres Regiment folgte 1800. Danach wurden weitere Regimenter aufgebaut, eine Besonderheit bildete das 1er régiment de chevau-légers lanciers polonais ein polnisches Regiment der leichten Kavallerie. Es wurde 1807 von Kaiser Napoleon I. aufgestellt und diente bis zum Ende des Kaiserreichs 1815. Bis Waterloo galt sie als nahezu unbesiegbar, Napoleon nutzte die Garde in seinen Schlachten häufig als letzte Reserve und setzte sie bevorzugt in schlachtentscheidenden Situationen ein.

## Preußen

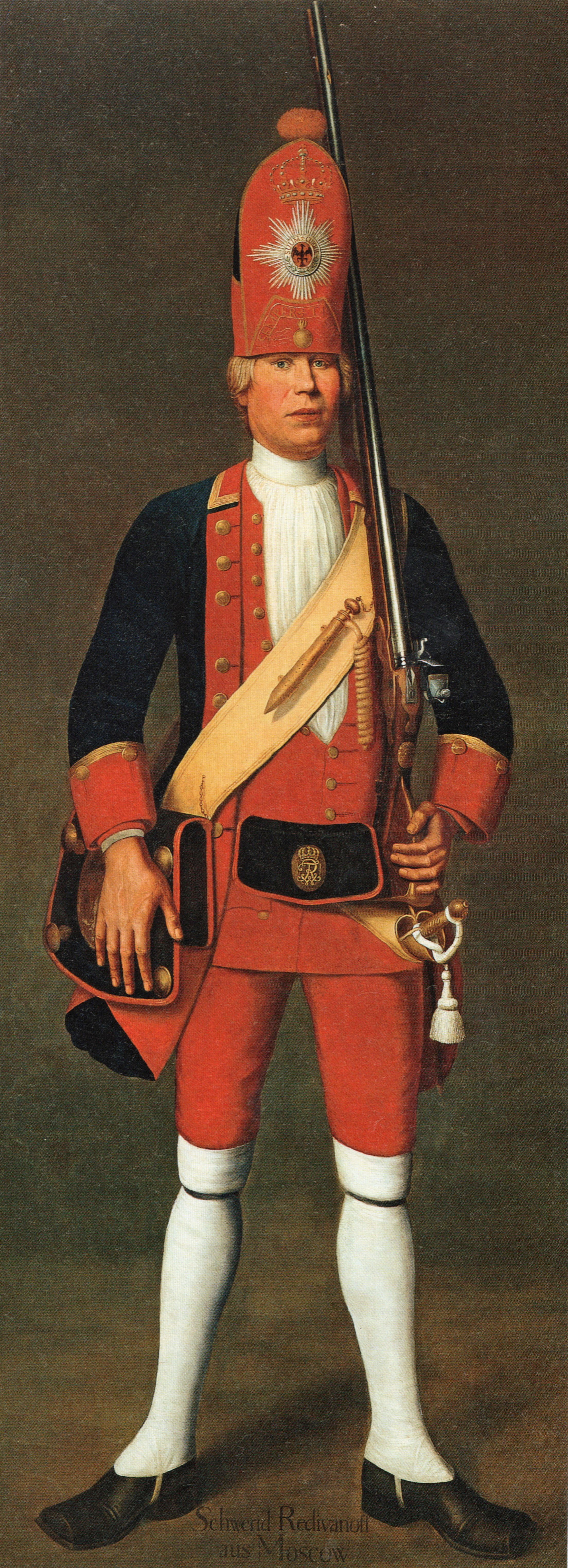
„Langer Kerl“ der Garde Friedrich Wilhelms I.

Im preußischen Heer wurden als Alte Garde die Garde-Infanterie genannt, die bereits vor der Reorganisation des Heeres 1860 dem Gardekorps angehörten. Insbesondere waren dieses das Königsregiment Friedrich Wilhelms I. (auch „lange Kerls“, später Potsdamer Riesengarde, Grenadiergarde, Infanterieregiment No. 6) und das Regiment Garde Friedrichs II. (später Infanterieregiment No. 15). Nachfolger der beiden Regimenter wurde das 1. Garde-Regiment zu Fuß. Die Kavallerie-Garde war das Regiment der Gardes du Corps.

## Kaiserreich Russland
In der kaiserlich-russischen Armee gehörten zur kaiserlichen Garde die „Alten Garden“ der Garde-Infanterieregimenter Preobraschenski, Semjonowski, Ismailowski und das Leibgarde-Jägerregiment. Die ersten drei Regimenter entstanden in der Regierungszeit von Zar Peter I., das Jägerregiment wurde 1792 gegründet. Die Offiziere der Garderegimenter rekrutierten sich zu einem großen Teil aus den adligen Ständen der baltischen Ritterschaften, dieses verstärkte die Beziehungen zum kaiserlichen Hof.

## US Army
Das 3rd United States Infantry Regiment (deutsch: 3. US-Infanterie-Regiment) ist ein militärischer Verband der US Army. Es hat derzeit drei aktive Bataillone und ist vor allem bekannt unter dem Namen The Old Guard (die alte Garde) oder Escort to the President (Eskorte des Präsidenten), da es das Wachregiment der US-Streitkräfte darstellt und zugleich die älteste Infanterie-Einheit der Armee ist. Seine Aufstellung geht auf das „First American Regiment“ im Jahre 1784 zurück, heute wird das Regiment als Ehrengarde und Wachregiment eingesetzt. Den traditionellen Kern bildet die aus 70 Soldaten bestehende Commander-in-Chief’s Guard (CINC Guard), sie tragen Uniformen, die jener der Continental Army während der Amerikanischen Revolution nachempfunden sind.

## Nationalsozialismus
Zur Zeit des Nationalsozialismus in Deutschland wurde der Begriff Alter Kämpfer oder auch Alte Garde geprägt. Dabei handelte es sich um langjährige Parteimitglieder, die bereits von 1919 bis 1923 Mitglieder waren oder sich 1923 am Hitlerputsch in München beteiligt hatten. Sie waren Inhaber des Goldenen Parteiabzeichens oder mit dem Blutorden ausgezeichnet worden.

## Redewendung
Mit der Redensart „Alte Garde“ soll ein besonderes Zusammengehörigkeitsgefühl sowie eine Form der Zuverlässigkeit ausgedrückt werden. Diese Bedeutung findet sich beispielsweise in der Aussage „Wir von der Alten Garde“. Der französische General Pierre Cambronne soll in der Schlacht bei Waterloo gesagt haben: « La garde meurt et ne se rend pas » („Die Garde stirbt und ergibt sich nicht“). Von der Alten Garde zu sein heißt auch, einer von den Ersten zu sein oder zu den Männern der ersten Stunde zu gehören. „Aus der alten Schule sein“ oder „noch von der alten Garde sein“ kann auch bedeuten, aus der „guten alten Zeit“ zu stammen oder von „echtem Schrot und Korn“ zu sein.